# Tolchard Evans
Tolchard Evans, född 1901, död den 12 mars 1978, var en engelsk kompositör av populärmusik. 
Till Evans' mest kända sånger hör Lady of Spain (1931; skriven tillsammans med Robert Hargreaves, Stanley J. Damerell och Henry Tilsley), samt If (They Made Me a King) (1934; tillsammans med Hargreaves och Damerell). Den senare fick stor förnyad popularitet då Perry Como sjöng in den 1950 i en version som låg etta på Billboardlistan under åtta veckor. 